# Ctesias klapperichi
Ctesias klapperichi is een keversoort uit de familie spektorren (Dermestidae). De wetenschappelijke naam van de soort werd in 1954 gepubliceerd door Maurice Pic.